# Taifa di Albarracín
La Taifa di Albarracín (arabo: طائفة بني رزين) era un regno di taifa medievale. Il sistema politico esistette dal 1012 al 1104 e aveva la capitale nella piccola cittadina di montagna di Albarracín. Era guidata dalla dinastia berbera Hawwara della tribù Banu Razin, arrivata nella penisola dopo la conquista della Spagna da parte di Tariq ibn Ziyad.
La taifa di Albarracín occupava approssimativamente la parte sud occidentale della attuale Provincia di Teruel.

Taifa di Albarracín, nel 1037

## Storia
Nel 1010, i califfi di Cordova, Hisham II ibn al-Hakam e Sulayman ibn al-Hakam, "al-Musta'in" avevano riconosciuto Hudayl Djalaf 'Izz ad-Dawla, signore dei territori su menzionati, come riporta La web de las biografias; proseguendo la Fitna di al-Andalus, nel 1012, Hudayl si rese indipendente.
Sia Hudayl che i suoi successori ebbero problemi con i Tugibidi ed i Banu Hud, signori della taifa di Saragozza, che cercava di espandersi.
Il regno di Albarracín mantenne la sua indipendenza fino all'inizio del XII secolo, in gran parte grazie alla sua lontananza e all'abilità dei suoi leader, in particolare Abu Marwan 'Abd al-Malik (1044/5-1103), il regno più lungo di qualsiasi re di Taifa.

Abu Marwan ebbe contatti con El Cid, inizialmente ne fu alleato, durante l'assedio di Valencia; poi si schierò con gli Almoravidi e fu sconfitto dal Cid a Quart.
Fu solo nel 1104 che la Taifa di Albarracín fu finalmente presa dagli Almoravidi e assorbita nel loro impero.

## Lista degli Emiri

### Banu Razin
- Hudayl Djalaf 'Izz ad-Dawla: 1012–1045
- Abu Marwan 'Abd al-Malik: 1045–1103
- Yahya Husam ad-Dawla: 1103–1104

## Reconquista di Albarracin
È interessante notare che Albarracin divenne di nuovo indipendente intorno al 1166 quando fu rilevata dalla famiglia cristiana Azagra, in teoria come vassalli di Muhammad ibn Mardanish di Valencia, e dopo la Reconquista fecero della città la base di una grande signoria feudale.

Un piccolo feudo simile Taifa fu fondata più a sud, ad Alpuente, dai Banu Qasi, berberi di Kutama che rivendicavano l'origine araba.